# Салафитский джихадизм в России
Салафитский джихадизм в России — деятельность различных джихадистских салафитских организаций на территории Российской Федерации.

## История
В 1980-е годы среди советских мусульман стали распространяться идеи исламского фундаментализма. Сторонники «чистого ислама», как они себя называли, заметно выделялись из основной массы верующих активным неприятием «безбожного» общества, оппозицией к «официальному» мусульманскому духовенству и критическим отношением к «народному исламу». За ними прочно закрепилось наименование «ваххабитов», хотя они таковыми себя не считали и в отличие от «истинных» ваххабитов они не принадлежали к ханбалитскому мазхабу. В 1990-е годы Северный Кавказ стал тем регионом России, где конфронтация между сторонниками «чистого» и «традиционного» ислама стала наиболее острой. Созданная в июне 1990 года Исламская партия возрождения выступала за построение «чисто исламского» государства, основанного на шариате.
Осенью 1991 года чеченские национал-радикалы во главе с генералом Дудаевым пришли к власти на большей части Чечено-Ингушетии и провозгласили независимую Чеченскую республику, с 1993 года названную «Чеченская Республика Ичкерия». Исламские фундаменталисты поддерживали чеченских сепаратистов и считали «национальную революцию» первым шагом на пути к построению в Чечне исламского государства. В мае 1998 года ответ на попытки властей Дагестана покончить с присутствием «ваххабитов» в селах Карамахи, Чабанмахи и Кадар, лидеры местных «джамаатов» объявили эти села «исламской территорией, управляемой нормами шариата» (смотри статью Кадарская зона).
В Чечне после прекращения военных действий в августе 1996 года новый президент республики Зелимхан Яндарбиев взял курс на ускоренную исламизацию. В Чечню для «утверждения шариата» был приглашён лидер дагестанских радикальных исламистов Багауддин Магомедов. В сентябре 1996 года своим указом Яндарбиев упразднил в Чечне светские суды и ввел исламский уголовный кодекс, ислам провозгласили государственной религией. Шариатские гвардейцы не только задерживали и наказывали палками любителей спиртного, торговцев водкой и пивом, но и мешали проведению свадеб и молодёжных вечеринок, запрещали песни, танцы и т. п. Это вызвало всеобщее недовольство, тем более, что процветало вымогательство — часто за взятку нарушитель исламской морали мог рассчитывать на избавление от «шариатского» наказания. Против засилья «ваххабитов» выступали муфтий республики Ахмад-Хаджи Кадыров и ряд других представителей мусульманского духовенства Чечни.
В первых числах августа 1999 года боевики-исламисты под командованием Хаттаба и Басаева вошли со стороны Чечни на территорию двух горных дагестанских районов и провозгласили создание в Дагестане «исламского государства». Федеральные войска выбили боевиков с территории Дагестана, в ходе этой военной операции был установлен контроль официальных властей и над тремя «ваххабитскими» селами. С конца сентября началась полномасштабная «вторая чеченская война».
Установление контроля федеральных сил над Чечнёй в ходе второй чеченской войны привело к «выдавливанию» радикальных исламистов в другие республики Северного Кавказа — Дагестан, Ингушетию, Кабардино-Балкарию и Карачаево-Черкесию (см. статью Последствия Второй чеченской войны). В этих республиках в 1990-х — начале 2000-х годов власти совершали немало ошибочных карательных действий в отношении широкого круга верующих мусульман, что привело к расширению среди них протестных настроений. Сепаратисты умело воспользовались этим для вербовки сторонников. Они создали сеть подпольных сепаратистских общин (джамаатов). В республиках Северного Кавказа, особенно в Дагестане, есть определённый круг молодых интеллектуалов, которые убеждены, что в ситуации, когда господствует несправедливость, коррупция и т. д., наилучшим решением будет введение шариата. Идеологи сепаратистов отводят одно из ведущих мест джихаду, понимаемому как вооруженная борьба за веру. Среди них также широкое хождение имеет концепция, позволяющая объявлять джихад как «неверным» также и мусульманам Северного Кавказа, не поддерживающим сепаратистов. Исламисты борются за создание на Северном Кавказе территории, находящейся под управлением на основе шариата, которое стало бы одной из основ для объединения всех мусульман мира в единое политическое пространство.
В рамках проведения борьбы с проникновением идеологии «исламского экстремизма» власти на Северном Кавказе идут на серьёзные ограничения деятельности многих мусульманских институтов. Так, была свёрнута деятельность практически всех исламских благотворительных организаций, что привело к ухудшению финансового состояния исламских общин и свёртыванию многих благотворительных и просветительских программ. Резко уменьшилось издание книг мусульманского направления, закрылись многие региональные газеты и журналы. Были закрыты учебные заведения, в которых шла открытая пропаганда идей «исламского экстремизма», но в Кабардино-Балкарии и в Карачаево-Черкесии местные власти в конце 1990-х годов закрыли также все неофициальные исламские учебные заведения. В начале 2000-х годов под предлогом борьбы с ваххабизмом силовые структуры Кабардино-Балкарии стали закрывать также и мечети. После назначения на должность президента республики Арсена Канокова эти перегибы медленно исправляются, однако напряжение в мусульманской общине республики все ещё не спадает.

## Распространение
По словам Роберта Брюса Уэра, пропаганда салафизма оказалась особенно успешной в таких регионах, как Дагестан и Чечня, по ряду причин.
- Финансирование и миссионеры салафитов особенно полезны, поскольку они заполнили пробел, образовавшийся после распада СССР, где некоторые традиционные исламские лидеры были относительно невежественны в вопросах веры и привыкли выживать за счёт подчинения[3]:
- Салафизм заполнил идеологическую пустоту, образовавшуюся после краха коммунизма[3].
- Салафитская враждебная роль по отношению к немусульманскому правительству России.
- Салафизм пользуется общественным негодованием против существующих коррумпированных правительств, которыми запятнаны некоторые лидеры[3][4].
- Пропаганда законов шариата и организованное салафитское обеспечение их соблюдения играет на желании защититься от постсоветского криминального хищничества и произвола полиции[3].

Основным очагом салафитского терроризма в России остается Северный Кавказ, но среди исламистских террористов встречаются также выходцы из Татарстана и Башкирии, а также живущие в России мигранты из государств Средней Азии.  
Чечня
Лидер Чечни Рамзан Кадыров заявил, что распространение «ваххабизма» необходимо сдержать, отметив необходимость борьбы в мечетях, на телевидении, в социальных сетях и через мобильные устройства.
Дагестан

Салафитское террористическое мятежное движение на Северном Кавказе особенно интенсивно в Дагестане. По состоянию на 2011 год, террористы-смертники убивали в среднем трёх полицейских в неделю, жертвами также становились многочисленные мирные жители. По данным МВД России, с января по июнь 2011 года полиция заявила об убийстве 100 «мятежников».

## Организации

### Имарат Кавказ
Имарат Кавказ был провозглашён 7 октября 2007 года. Как отмечается американскими военными исследователями (2012), образование Имарата Кавказ в 2007 году ознаменовало завершение процесса трансформации чеченского националистического сопротивления в исламистскую повстанческую деятельность по всему северокавказскому региону. После начала оттока джихадистов в Сирию в 2011—2012 годах Имарат Кавказ стал терять свои позиции. С конца 2014 года началась массовая присяга оставшихся на Кавказе боевиков ИГИЛ. В 2015 году были ликвидированы последние руководители Имарата Алиасхаб Кебеков и Магомед Сулейманов, после чего Имарат Кавказ фактически прекратил своё существование.

## Примечание
1. ↑  Кудрявцев А. В. «Ваххабизм»: Проблемы религиозного экстремизма на Северном Кавказе Архивная копия от 29 марта 2017 на Wayback Machine // Центральная Азия и Кавказ. № 3 (9) 2000.
2. ↑  Ярлыкапов А. А. Проблема сепаратизма и исламского экстремизма в этнических республиках Северного Кавказа // Институт религии и политики (русский текст статьи, опубликованной по-английски в «Russian Analitical Digest» (Bremen, Germany), №22, 5 June 2007.)
3. 1 2 3 4  Ware, Robert Bruce. Dagestan: Russian Hegemony and Islamic Resistance in the North Caucasus. — NY : Routledge., 2010. — P. 91–2. — ISBN 9781317473459.
4. ↑  Souleimanov, Emil; Ehrmann, Maya (Fall 2013). The Rise of Militant Salafism in Azerbaijan and Its Regional Implications. Middle East Policy Council. XX (3). Дата обращения: 2015-05-22. The initial introduction of Salafism to Azerbaijan was due to outside influence; however, its evolution and radicalization within Azerbaijan is a local phenomenon that, besides the Dagestan-based Northern Caucasian insurgency, has been influenced rather weakly by outside factors. Foremost, conservative people have cited the deterioration of traditionalist values in Azerbaijan and come to perceive Islam as a symbol of local (ethnic) cultural revival. Furthermore, Azerbaijanis have increasingly turned to Salafism as an ideological alternative of political opposition to the current regime.
5. ↑  Терроризм в России. Динамика вопроса
6. ↑  Chechnya's leader, top cleric discuss struggle against terrorist ideology. 16 апреля 2017.
7. ↑  Russian forces kill seven terror suspects in Dagestan. 22 марта 2015. Дата обращения: 21 мая 2015.
8. ↑  In Russia's Dagestan, Salafi Muslims clash with government authorities. 14 September 2011. The National (14 сентября 2011). Дата обращения: 7 мая 2013.
9. ↑  Шамиль спросил меня: «Когда ты станешь Амиром, ты объявишь Имарат?» Архивировано 19 апреля 2013 года. // Кавказ-центр, 30.08.2011 г.
10. ↑  США рассматривают Северный Кавказ в лупу : Кавказская политика
11. ↑  Кавказ подключается к ИГИЛ. Газета.Ru. Дата обращения: 13 января 2024. Архивировано 19 декабря 2021 года.